# Méthoxyhexane
Le méthoxyhexane est un éther utilisé comme arôme.